# Scorzonera humilis
La scorzonera minore (Scorzonera humilis L., 1753) è una specie di pianta angiosperma dicotiledone della famiglia delle Asteraceae.

## Etimologia
Il nome del genere (Scorzonera) ha una etimologia incerta; potrebbe derivare da più radici quali "scorzon" in francese antico, "Scorsone" in italiano e "escorzonera" in spagnolo, il cui significato è "scorza nera"; ma anche "vipera", forse dall'uso delle sue radici come antidoto al morso dei serpenti. L'epiteto specifico (humilis) indica una crescita bassa.
Il binomio scientifico della pianta di questa voce è stato proposto da Carl von Linné (1707 – 1778) biologo e scrittore svedese, considerato il padre della moderna classificazione scientifica degli organismi viventi, nella pubblicazione "Species Plantarum" del 1753.

## Descrizione

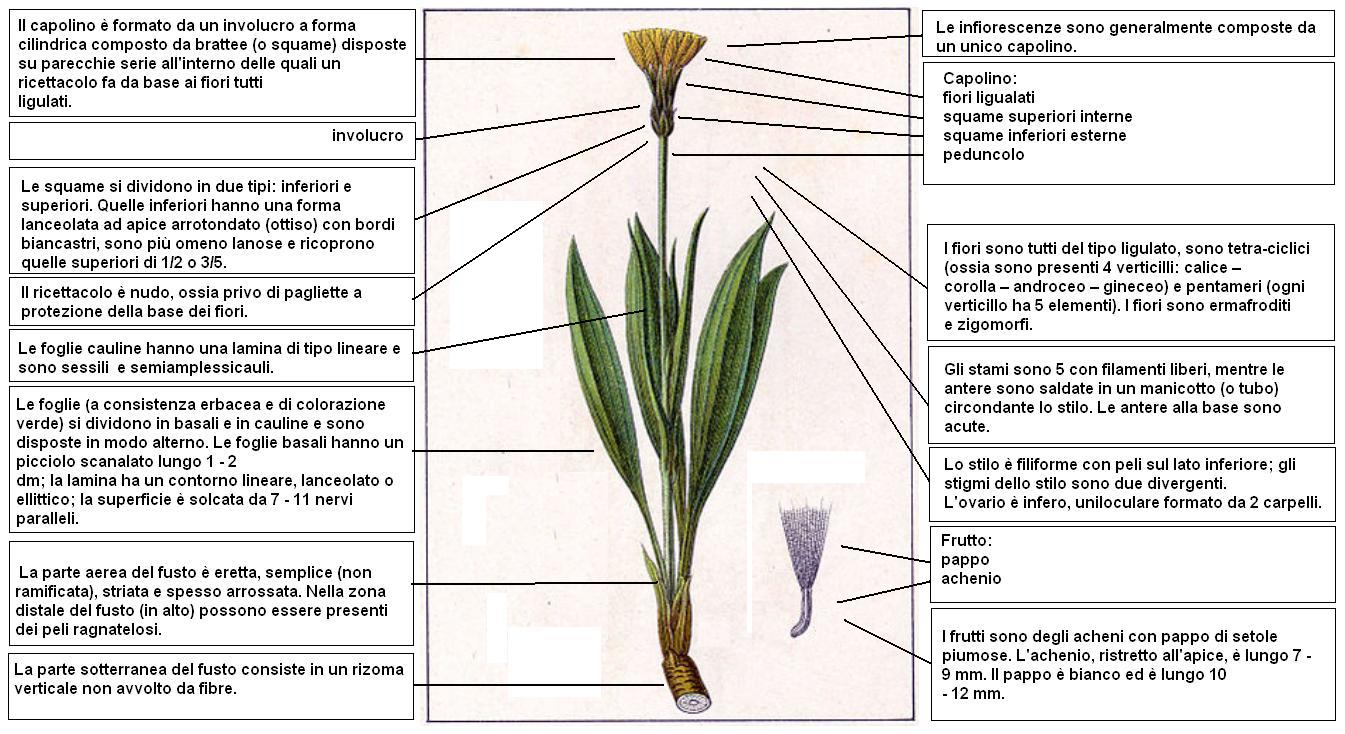
Descrizione delle parti della pianta

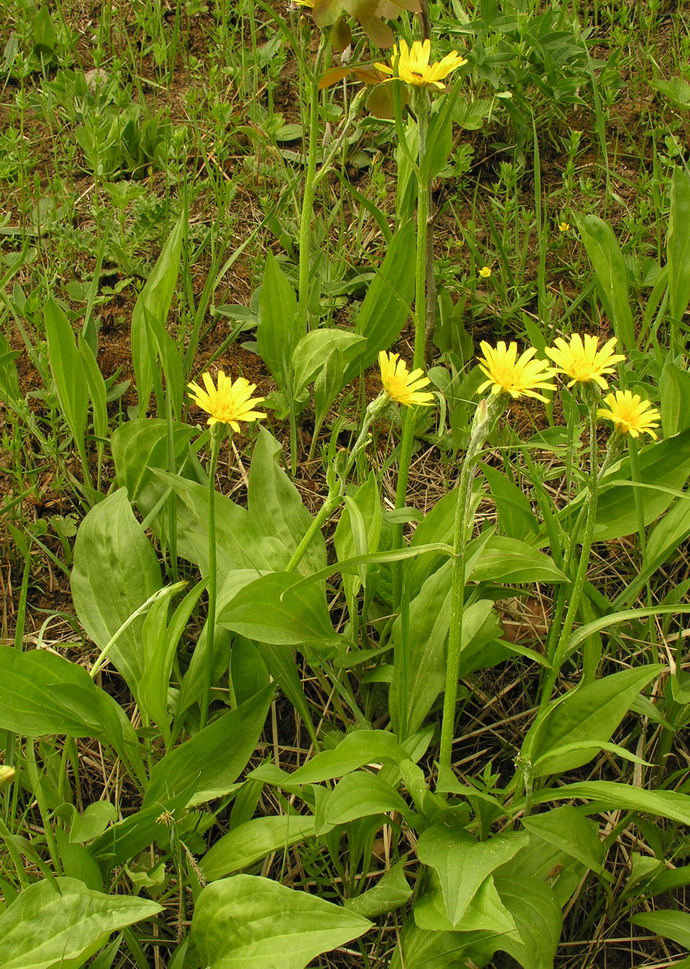
Il portamento

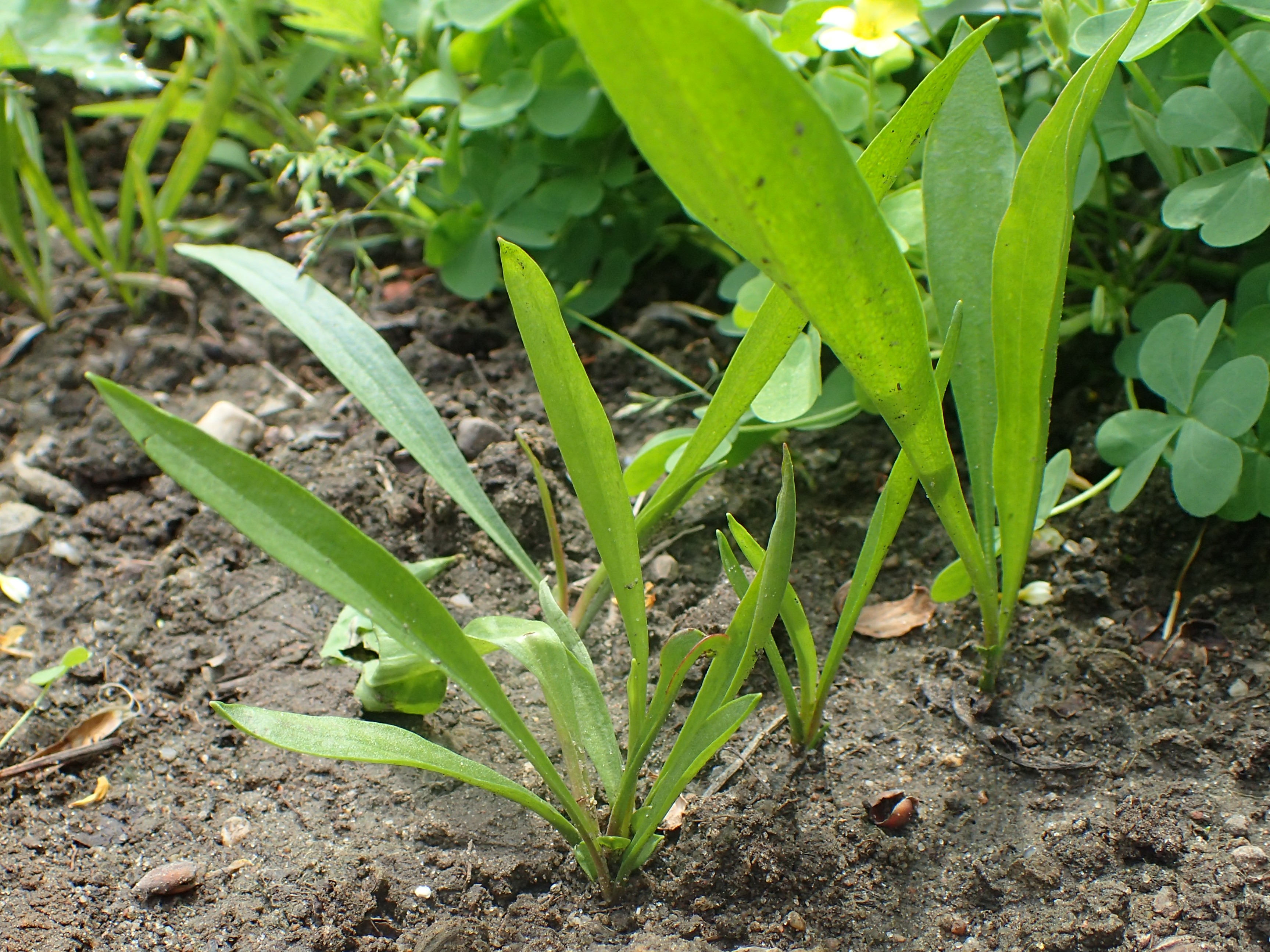
Le foglie

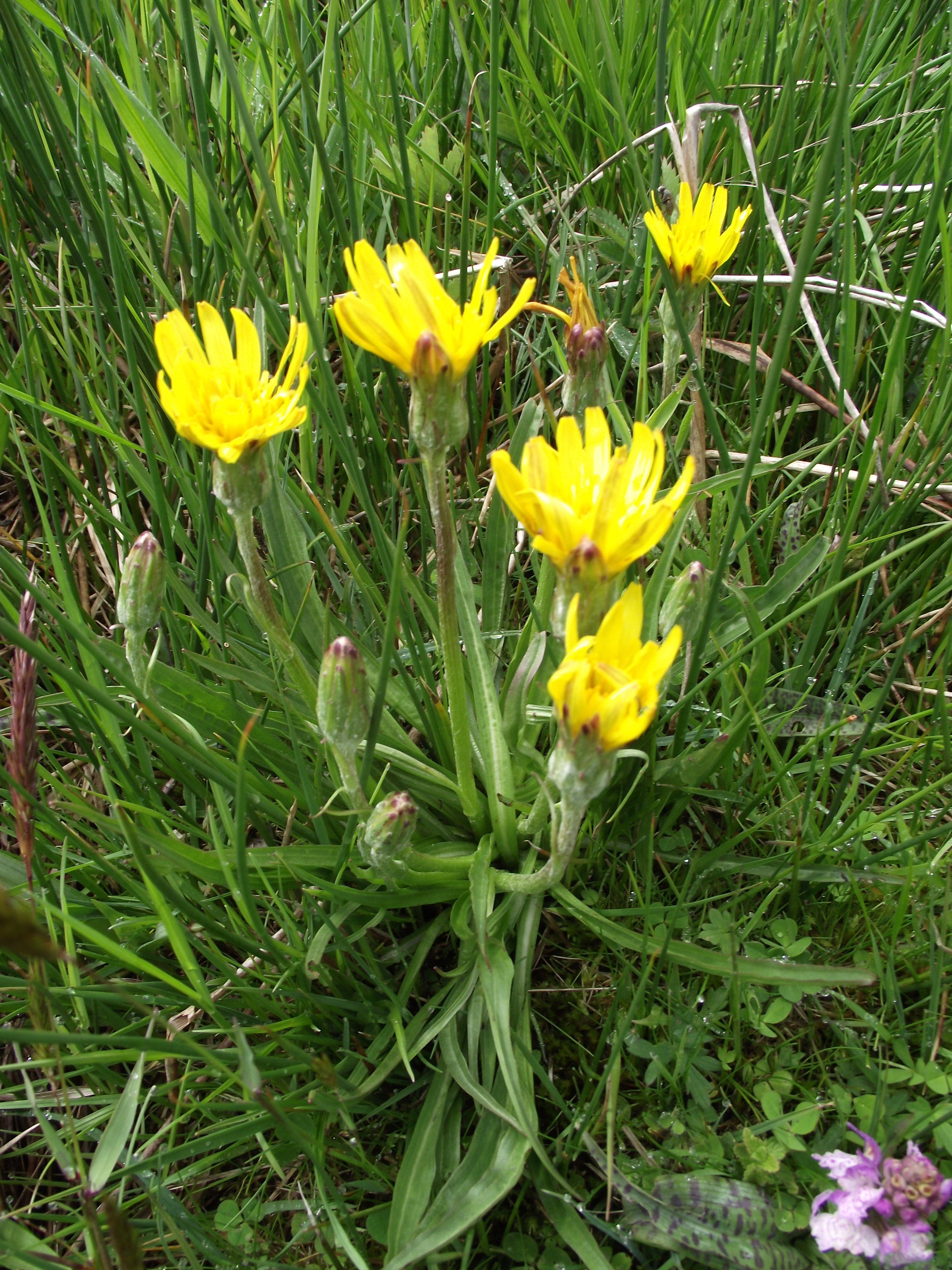
Infiorescenza

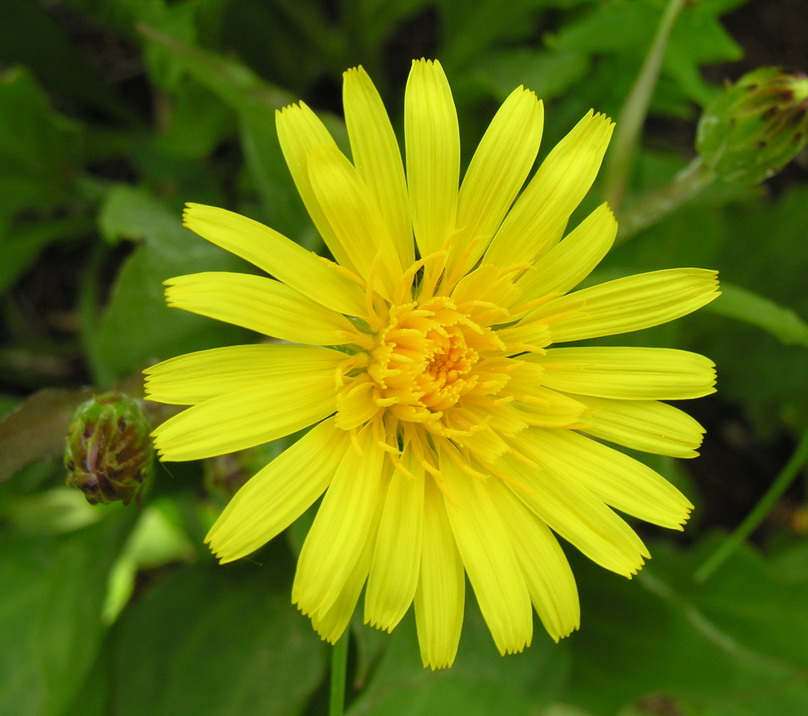
I fiori

Habitus. La forma biologica è emicriptofita scaposa (H scap), ossia sono piante perenni, con gemme svernanti al livello del suolo e protette dalla lettiera o dalla neve, spesso sono dotate di un asse fiorale eretto e privo di foglie.
Fusto. L'altezza media di queste piante varia da 3 a 5 dm (minimo 1 dm, massimo 7 dm).  La parte sotterranea consiste in un rizoma verticale non avvolto da fibre. La parte aerea del fusto è eretta, semplice (non ramificata), striata e spesso arrossata. Nella zona distale del fusto (in alto) possono essere presenti dei peli ragnatelosi. Le radici sono secondarie da rizoma; i rizomi non sono fibrosi.
Foglie. Le foglie (a consistenza erbacea e di colorazione verde) si dividono in basali e in cauline e sono disposte in modo alterno. Le foglie basali hanno un lungo picciolo scanalato lungo 1 - 2 dm; la lamina ha un contorno lineare, lanceolato o ellittico; la superficie è solcata da 7 - 11 nervi paralleli. Le foglie cauline hanno una lamina di tipo lineare, sono sessili e semiamplessicauli. Dimensioni delle foglie cauline: larghezza 0,5 – 1 cm; lunghezza 7 – 15 cm.
Infiorescenza. Le infiorescenze sono generalmente composte da un unico capolino. Il capolino è formato da un involucro a forma cilindrica composto da brattee (o squame) disposte su parecchie serie all'interno delle quali un ricettacolo fa da base ai fiori tutti ligulati. Le squame si dividono in due tipi: inferiori e superiori. Quelle inferiori hanno una forma lanceolata ad apice arrotondato (ottuso) con bordi biancastri, sono più o meno lanose e ricoprono quelle superiori di 1/2 o 3/5. Quelle superiori sono più strette e più lunghe. Il ricettacolo è nudo, ossia privo di pagliette a protezione della base dei fiori. Diametro del capolino: 3 – 5 cm. Diametro dell'involucro: 12 – 20 mm. Dimensione delle squame inferiori: larghezza 3,5 mm; lunghezza 13 mm. Dimensione delle squame superiori: larghezza 3 mm; lunghezza 20 – 22 mm.
Fiori. I fiori sono tutti del tipo ligulato (il tipo tubuloso, i fiori del disco, presente nella maggioranza delle Asteraceae, qui è assente), sono tetra-ciclici (ossia sono presenti 4 verticilli: calice – corolla – androceo – gineceo) e pentameri (ogni verticillo ha 5 elementi). I fiori sono ermafroditi e zigomorfi.
- Formula fiorale:

*/x K {\displaystyle \infty }, [C (5), A (5)], G 2 (infero), achenio
- Calice: i sepali del calice sono ridotti ad una coroncina di squame.
- Corolla: le corolle sono formate da una ligula terminante con 5 denti; il colore è giallo o sbiancato (a volte il colore è brunastro sulla pagina inferiore delle ligule). Lunghezza della corolla: 35 – 45 mm.
- Androceo: gli stami sono 5 con filamenti liberi, mentre le antere sono saldate in un manicotto (o tubo) circondante lo stilo.[14] Le antere alla base sono acute.  Il polline è tricolporato (con due lacune), è echinato (con punte) e anche "lophato" (la parte più esterna dell'esina è sollevata a forma di creste e depressioni).[15]
- Gineceo: lo stilo è filiforme con peli sul lato inferiore; gli stigmi dello stilo sono due divergenti, filiformi, ricurvi con la superficie stigmatica posizionata internamente (vicino alla base).[16] L'ovario è infero uniloculare formato da 2 carpelli.
- Fioritura: da (maggio) giugno a luglio.

Frutti. I frutti sono degli acheni con pappo di setole piumose. L'achenio, ristretto all'apice, è lungo 7 – 9 mm. Il pappo è biancastro ed è lungo 10 – 12 mm.

## Biologia
- Impollinazione: l'impollinazione avviene tramite insetti (impollinazione entomogama tramite farfalle diurne e notturne).
- Riproduzione: la fecondazione avviene fondamentalmente tramite l'impollinazione dei fiori (vedi sopra).
- Dispersione: i semi (gli acheni) cadendo a terra sono successivamente dispersi soprattutto da insetti tipo formiche (disseminazione mirmecoria). In questo tipo di piante avviene anche un altro tipo di dispersione: zoocoria. Infatti gli uncini delle brattee dell'involucro si agganciano ai peli degli animali di passaggio disperdendo così anche su lunghe distanze i semi della pianta.

## Distribuzione e habitat

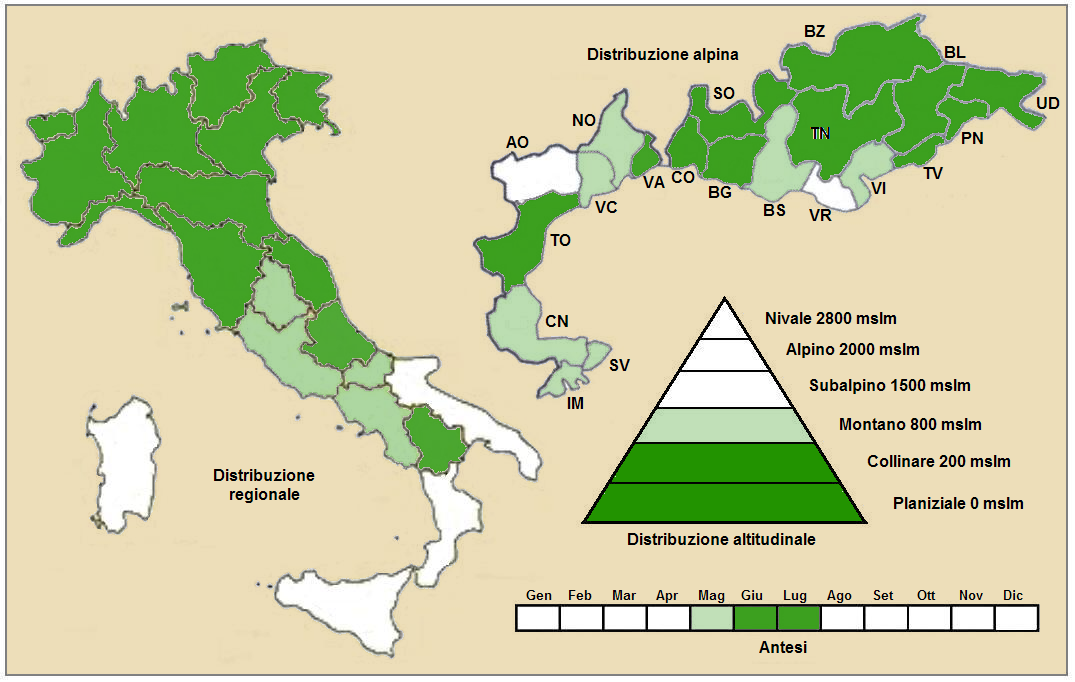
Distribuzione della pianta
(Distribuzione regionale – Distribuzione alpina)

- Geoelemento: il tipo corologico (area di origine) è Europeo - Caucasico.
- Distribuzione: in Italia è considerata una specie rara e comunque si trova in tutta la penisola; è meno frequente al sud ed è assente nelle isole. Probabilmente una volta nelle pianure era più frequente, ora a causa delle bonifiche si è trasformata in una specie soprattutto montana.[11] Nelle Alpi, oltre il confine italiano, è presente in Francia (dipartimento dell'Alta Savoia), in Svizzera (cantoni Ticino e Grigioni), in Austria (Länder del Vorarlberg, Tirolo Settentrionale, Salisburgo, Stiria, Austria Superiore e Austria Inferiore).[18] Questa pianta più o meno è presente solamente in Europa.
- Habitat: l'habitat tipico per questa specie sono i prati umidi, le paludi e i cespuglieti; ma anche le torbiere, le praterie rase e i pascoli magri. Il substrato preferito è calcareo ma anche calcareo/siliceo con pH neutro, bassi valori nutrizionali del terreno che deve essere mediamente umido.[18]
- Distribuzione altitudinale: sui rilievi queste piante si possono trovare fino a 1500 m s.l.m.; frequentano quindi i seguenti piani vegetazionali: collinare, montano e in parte quello subalpino (oltre a quello planiziale – a livello del mare).

### Fitosociologia

#### Areale alpino
Dal punto di vista fitosociologico alpino la specie di questa scheda appartiene alla seguente comunità vegetale:
Formazione: comunità delle macro- e megaforbie terrestri
Classe: Molinio-Arrhenatheretea
Ordine: Molinietalia caeruleae

#### Areale italiano
Per l'areale completo italiano Scorzonera humilis appartiene alla seguente comunità vegetale:
Macrotipologia: vegetazione delle praterie
Classe: Molinio-arrhenatheretea Tüxen, 1937
Ordine: Molinietalia caeruleae Koch, 1926
Alleanza: Molinion caeruleae Koch, 1926
Descrizione. L'alleanza Molinion caeruleae è relativa ai prati umidi non concimati frequentati soprattutto dalla specie Molinia caerulea. Questa cenosi si sviluppa in prevalenza su suoli da subacidi a neutro-alcalini, talora torbosi e soggetti a parziale inaridimento estivo. Distribuzione dell'alleanza: dall'Italia settentrionale fino in Calabria. L’alleanza è ampiamente distribuita nell’Europea temperata. Queste comunità sono delle praterie seminaturali che, in assenza di sfalcio, evolvono, in tempi anche brevi, in comunità legnose dominate dalle specie di betulle e faggete.
Alcune specie presenti nell'associazione: Cirsium palustre, Molinia caerulea, Serratula tinctoria, Equisetum palustre, Potentilla erecta, Succisa pratensis, Valeriana dioica, Sanguisorba officinalis, Genista tinctoria, Valeriana officinalis, Carex pallescens, Carex panicea, Carex davalliana, Schoenus nigricans, Lathyrus pratensis, Festuca pratensis, Festuca nigrescens, Parnassia palustris, Briza media, Holcus lanatus, Juncus articulatus, Selinum carvifolia, Potentilla erecta, Stachys officinalis, Trifolium pratense, Trifolium dubium, Trifolium patens, Centaurea nigrescens, Ranunculus acris e Rumex acetosa.

## Tassonomia
La famiglia di appartenenza di questa voce (Asteraceae o Compositae, nomen conservandum) probabilmente originaria del Sud America, è la più numerosa del mondo vegetale, comprende oltre 23.000 specie distribuite su 1.535 generi, oppure 22.750 specie e 1.530 generi secondo altre fonti (una delle checklist più aggiornata elenca fino a 1.679 generi). La famiglia attualmente (2021) è divisa in 16 sottofamiglie.

### Filogenesi
Il genere di questa voce appartiene alla sottotribù Scorzonerinae della tribù Cichorieae (unica tribù della sottofamiglia Cichorioideae). In base ai dati filogenetici la sottofamiglia Cichorioideae è il terz'ultimo gruppo che si è separato dal nucleo delle Asteraceae (gli ultimi due sono Corymbioideae e Asteroideae). La sottotribù Scorzonerinae è il secondo clade che si è separato dalla tribù.
Con gli ultimi studi filogenetici da questo genere sono stati scorporati diverse sezioni (Takhtajaniantha, Lipschitzia,  Ramaliella, Epilasia e altre ancora trasformate in generi autonomi). Da questa operazione Scorzonera è risultato un genere monofiletico con quattro cladi maggiori e poche specie isolate. La specie S. humilis appartiene al "Scorzonera s.str. clade", individuato dai seguenti caratteri: le brattee interne dell'involucro hanno una macchia rosso-scuro; le corolle sono gialle; gli acheni sono privi di carpoforo e di becco; l'epidermide degli acheni è papillosa; il pappo è persistente. Le altre specie del clade sono: S. parviflora e S. aristata.
Il numero cromosomico di S. humilis è: 2n = 14.

### Variabilità
La Scorzonea humilis è una specie variabile. La variabilità si manifesta soprattutto nella forma e nelle dimensioni delle foglie: si possono trovare individui con foglie a lamina da ellittica a ovata con dimensioni variabili da larghezze di 3 cm e lunghezze di 15 cm a larghezze di 8 cm e lunghezze di 12 cm. Sono presenti anche individui con foglie a lamina lineare larga appena 2 – 13 mm.

### Sinonimi
Sono elencati alcuni sinonimi per questa entità:
- Hieracium scorzoneroides E.H.L.Krause
- Podospermum scorzoneroides Turcz. ex DC.
- Scorzonera alpina  Pollini
- Scorzonera austriaca  Balb.
- Scorzonera bohemica  F.W.Schmidt
- Scorzonera candollei  Vis.
- Scorzonera clusii  Asso
- Scorzonera glastifolia  Hegetschw.
- Scorzonera lanata  Schrank
- Scorzonera lanuginosa  Baumg.
- Scorzonera macrorhiza  Schleich.
- Scorzonera nervosa  Lam.
- Scorzonera plantaginea  Gaudin
- Scorzonera plantaginifolia  Schleich.
- Scorzonera tenuifolia  Schrad.

### Specie simili
Nell'ambito del gruppo le "scorzonerine" sono abbastanza simili tra di loro. Nella flora spontanea italiana possiamo distinguere altre cinque specie simili alla Scorzonera humilis i cui caratteri più distintivi sono indicati di seguito:
- Scorzonera aristata DC.: le squame inferiori dell'involucro sono più o meno aristate e ricoprono oltre la metà di quelle superiori.
- Gelasia hirsuta (Gouan) Zaika, Sukhor. & N.Kilian: tutta la pianta è ricoperta da peli contorti; il pappo è lungo il doppio dell'achenio.
- Takhtajaniantha austriaca (Willd.) Zaika, Sukhor. & N.Kilian: il rizoma è provvisto di fibre; le foglie hanno una consistenza coriacea e sono glabrescenti.
- Gelasia villosa (Scop.) Cass.: il capolino è lievemente più piccolo; le foglie sono ricoperte da peli biancastri.
- Pseudopodospermum hispanicum (L.) Zaika, Sukhor. & N.Kilian: è la più alta (arriva a 1 metro); le foglie cauline inferiori sono allargate con bordi sinuosi.

## Altre notizie
La scorzonera di minore in altre lingue è chiamata nei seguenti modi:
- (DE)  Kleine-Schwarzwurzel
- (FR)  Scorzonère peu élevée
- (EN)  Viper's-grass